# Čierny Hron
Čierny Hron je potok na Slovensku.

## Průběh toku
Pramení ve Veporských vrších. Protéká obcemi Čierny Balog a Hronec. Nedaleko od železniční zastávky Chvatimech se vlévá zleva do řeky Hron.

### Nejvýznamnější přítoky
- Vydrovský potok – vlévá se zleva v Čiernom Balogu
- Kamenistý potok – vlévá se zleva 2 km nad Hroncem
- Osrblianka – vlévá se zleva v Hronci

## Historie
Podél potoka a jeho přítoků vedly tratě dodnes z části zachované sítě Čiernohronské železnice (technická památka). Před výstavbou této železnice sloužil potok i jeho přítoky k plavení dřeva z okolních lesů. Z té doby se zachovaly i některé stavby - například původní přehradní hráz z 19. století na levostranném přítoku Kamenistém potoce.